# Montpellier XIII
Maillots
Montpellier XIII est un club de rugby à XIII français, créé en 1953, situé à Montpellier dans le département de l'Hérault, en Occitanie. 
Le club a été un pilier important du « mouvement treiziste » dans l'ancienne région Languedoc-Roussillon, dans les années 1950-1960. 
Malgré des performances « en dent de scie » au cours des décennies qui suivent, les « Treizistes » montpelliérains parviennent, avec parfois des moyens financiers réduits, et une reconnaissance relative des instances fédérales , à maintenir une structure pérenne, a minima de formation (école de rugby) et une présence permanente en Championnat de France (équipe sénior masculine et féminine).
Le club bénéficie depuis les années 2000 d'un stade d'une certaine importance, le Stade Sabathé, puisqu'il s'agit d'installation d'une capacité de 6 500 places, qui accueillait auparavant le club de rugby à XV local, le MRC. C'est à cette époque que le club rejoint la deuxième puis la première division du championnat de France.
L'équipe « première » masculine du club évolue depuis 2019 dans la quatrième division, à savoir le Championnat de France de rugby à XIII Fédérale, son équipe féminine ayant gagné le championnat de France de Division fédérale (deuxième division). 
La même année, le club doit faire face à l'apparition d'un projet concurrent, celui des « Lattes-Montpellier Sharks », une formation qui initialement devait rejoindre directement l’Élite 1 , qui jouera finalement en Division nationale, sera promue en Élite 2 mais qui déclarera un forfait général en 2021.
En 2022, la section masculine déclare forfait, mais son retour est pressenti pour la saison 2022-2023.

## Palmarès
- Championnat de France Élite 1 :
  - Vainqueur : Néant
  - Finaliste : Néant
- Coupe de France :
  - Vainqueur : Néant
  - Finaliste : Néant
- Championnat de France Élite 2 :
  - Vainqueur : Néant
  - Finaliste : 1 (2008, 2010)

## Contexte et historique du club

### Une tradition de rugby à XIII à Montpellier
En septembre 1944, le club historique de rugby à XV de la ville, l'US Montpellier (USM), créé en 1919 en tant que section du Stade olympique montpelliérain (SOM), devenue USM et autonome en 1923, vote son passage au rugby à XIII sous le nom d'USM XIII. Deux ans plus tôt le club avait atteint les quarts de finale du championnat de France (zone Sud) sous le nom USOM (fusion du SOM et de l'USM entre 1941 et 1944, imposée par les autorités de Vichy).
Le club fait alors partie des douze associations sportives indépendantes du premier Championnat de France (Division Nationale) de la réhabilitation du rugby à XIII, compétition semi-professionnelle, en compagnie d'un autre club héraultais, Béziers XIII .
En 1946, faute de moyens financiers et n'ayant pas de stade dédié, l'USM XIII se met en sommeil. Sept ans plus tard, en 1953, le club renaît, profitant notamment de la disparition du dernier club « quinziste » de la ville (l'ASPTT Montpellier). 
Pendant une vingtaine d'années, l'USM XIII va évoluer en Division Nationale (Elite 1 d'aujourd'hui), avec notamment à la fin des années 1950, et début des années 1960 une certaine réussite sous la houlette du fantasque Jean Dop, avec Joseph Guiraud, Guy Cardona, Lafalla, Poulet, Barcelo, Rameil, Boutonnet, Plo ... et l'apport des anciens lyonnais Krawzyck, Taterzinski et consorts. Le club atteint ainsi la finale du championnat de France " Honneur" en 1955 (défaite contre le FC Lézignan 30-12). 
Montpellier a également eu  l'opportunité rare de disputer un test-match face à l'Australie, lors de la  tournée des « Kangaroos » 1959-1960 en Europe : devant 3 741 spectateurs le club s'incline à domicile 44 à 13. 
Quelques années plus tard, des joueurs de Montpellier rencontrent de nouveau les australiens lors de leur tournée 1963-1964, mais au sein d'une sélection comprenant des joueurs marseillais ; cette sélection « Marseille-Montpellier » s'incline 51 à 11 dans la cité phocéenne devant une chambrée assez modeste de 889 spectateurs . 
Le stade du Pont-Juvenal est alors le théâtre de matchs homériques, en alternance avec le club de football : Sports Olympiques Montpelliérains. le club atteint ainsi la finale du championnat de France «  Honneur ». 
La présence d'un club de rugby à XIII n'est donc pas une nouveauté dans la capitale régionale. En effet comme le montre l'année de sa création, loin d'être le caprice d'une cité héraultaise avide dès les années 1980 de nombreux sports, le rugby à XIII est devenu, si ce n'est une institution, une véritable tradition sur les bords de la Mosson.
Sous des structures diverses, des appellations variées, et ayant aussi subi des fortunes diverses - on note un grand passage à vide jusqu'à la fin des années 1990 par exemple - les Montpelliérains ont toujours été présents à un stade ou à un autre des compétitions fédérales.
Notons quelques faits d'armes de l'équipe héraultaise : Trophée Bernard (1975) en battant Réalmont XIII 12-10; championnat de France (1977) en battant l'US Villeneuve  30-15; Coupe Falcou champion de Fédérale (1977) en battant  Caumont 21-17, Coupe de France DN2 (1978-1979) en battant Caumont 21-6.

### Une école de rugby et un quartier
Plusieurs facteurs peuvent expliquer que ce club ait survécu jusqu'à nos jours. La présence constante d'une école de rugby qui a formé quelques-uns des joueurs de l'Élite, actuels comme passés, est un de ces facteurs qui ont permis au club de traverser les périodes de « vaches maigres » . Implantée au cœur du quartier populaire de la Paillade, celle-ci a sans doute bénéficié des différents apports de population dès les années 1960 qui suivent l'histoire du peuplement de Montpellier et qui font la richesse aujourd'hui de la cité héraultaise. Elle a été fondée par un joueur qui allait devenir une grande figure du XIII Montpelliérain : André Sénégas, également fondateur de l'équipe féminine.

### Fin des années 1990: Du déclin au retour
Les bonnes performances de l'équipe expliquent un renouveau du rugby à XIII à Montpellier fin des années 1990. En effet, après des performances honorables dans les années 1980, le club retombe dans l'oubli dans les années 1990. Formé de vétérans des années 1980 auxquels s'ajoutent des joueurs amateurs venant d'horizons divers, parmi lesquels le rugby à XV amateur, le club vivote et ne sert que de faire-valoir citadin aux équipes de villages audoises ou catalanes de ce qui est alors la  DN 3.
Le club ne semble pas développer non plus de lien avec la section de rugby à XIII de l'Université de Montpellier, pourtant championne universitaire en 1998.
Et il ne dispose alors que d'un réservoir de joueurs limité en effectifs, versatile, et d'un réservoir aussi maigre de supporters et de fans, correspondant bien souvent au cercle familial des joueurs et des dirigeants.

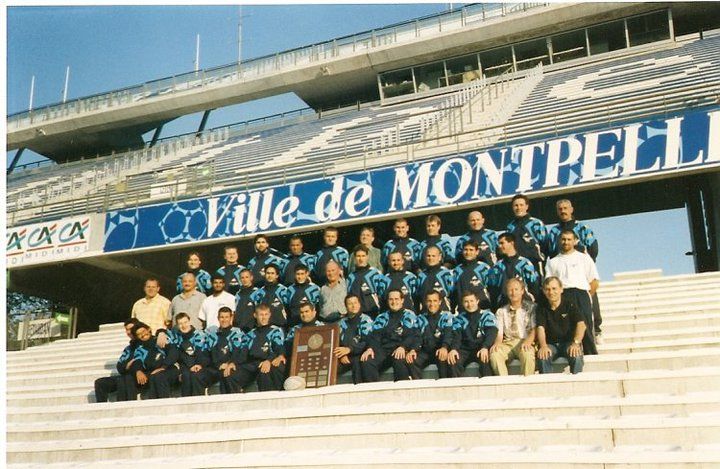
Le club pose avec le bouclier au stade de la Mosson, stade de football non seulement emblématique de la ville de Montpellier, mais aussi voisin de leur terrain d'entrainement à l'époque.

S'apparentant alors à une petite entreprise familiale désargentée, peinant à rassembler ses cadres aussi bien sur le terrain qu'en dehors, le club va cependant connaître un renouveau dès les années 1997-1998 avec les jeunes joueurs issu de l'école de rugby (Mamouni Abdel, Moustapha Andachi, Kahlid Boukayou) et notamment le recrutement de talents étrangers comme l'Australien Steven Bye qui jouera pour le club jusqu'en 2000. 
En s'associant avec les anciens (les frères jumeaux Max et Patrick Cobos, Claude Simon, Eric Bouteloup, Serge Trinquier, Ghislain Fraysse...) et des joueurs venus du Rugby à XV, ils vont dans une expérience intéressante d'entraînement collectif mener le club jusqu'à la victoire finale (1998/1999) du Championnat de France de rugby à XIII Fédérale, sur la pelouse  du Stade du Moulin de Lézignan-Corbières,  en battant, sur le score de 30-15, Ille-sur-Têt XIII. Ils bouleversent ainsi la hiérarchie traditionnelle d'une compétition dont le titre était jusqu'ici disputé entre Catalans et Audois. L'accession en division Nationale 2 sera fêtée dignement au château de Lavérune (fief d'André Sénégas, pilier de l'école de rugby de la Paillade, décédé en 2006 et dont le nom sera donné à un tournoi désormais régulier). Ce groupe de joueurs et de dirigeants entame ensuite une nouvelle aventure dans le même état d'esprit et, après un championnat difficile, l'équipe se qualifie pour la finale en battant tour à tour Ille-sur-Têt XIII en quart de finale, Cabardès XIII en demi-finale et remporte le championnat de France de Nationale 2 (1999/2000) face à Homps XIII sur le score sans appel de 40-4: Montpellier XIII accède au championnat de France de rugby à XIII Élite 2.
Partant, le cercle vicieux parait, du moins à l'époque, bel et bien rompu, le succès attirant le succès, le retour du public, des « notables » du XIII, et l'attention des médias, créant ainsi une dynamique de recrutement, le soutien des sponsors et des collectivités locales, qui avaient quelque peu minoré leur soutien dans les années 1990 au profit du cousin « quinziste » devenu professionnel et plus médiatique[réf. souhaitée].
Jouant souvent sur un stade sans gradins, le Stade du Domaine universitaire de Veyrassi, le club se verra attribuer plus tard (2007) le Stade Sabathé, délaissé par les « quinzistes » qui jouent désormais dans le Stade Yves-du-Manoir, construit spécialement pour la  Coupe du monde 2007 de rugby à XV.
Mais malgré ses titres de 1999 et 2000 , Montpellier XIII ne parvient pas à s'imposer dans un championnat aussi relevé que l’Élite 2. Un dirigeant de l'époque considérant même que « l'accession est arrivée plus tôt que prévu » et un journaliste estimant que « une grande équipe dans une grande ville, ce sera dans doute pour plus tard ».
| 1998-1999 |

### Années 2000: L'accession à l'Élite et le dépôt de bilan
La fin des années 2000 est une période faste pour le club qui jouera par deux fois la finale du championnat d’Élite 2. Tout d'abord lors de la saison 2007-2008 où, malgré l'avantage du terrain, les Diables rouges entraînés par Patrick Pédrazzani s'inclineront face aux catalans du Barcarès XIII 30-16. 
Puis en 2009-2010 où, après avoir terminé à la première place du championnat avec la meilleure attaque et la meilleure défense, les Diables rouges alors menés par l'entraîneur-joueur Frédéric Marcérou s'inclineront à Saint-Estève face aux Broncos de Palau 18-12.
A cette période, le club peut compter sur un effectif de qualité dont le recrutement a été amorcé par Patrick Pédrazzani et Jean-Luc Simon[réf. souhaitée]. D'anciens pensionnaires d’Élite 1 composent l'ossature du groupe (Navarlas, Chouvelon, Marcérou, Grégoire, Chechirlian) et des joueurs du club aguerris aux joutes de l’Élite 2, plus quelques universitaires complètent l'effectif (Modebadze, Paoli, Ben Addi, Stoecklin, Mailehako, Tomaso, Selles).[réf. souhaitée]
Les australiens Luke Mercer en 2008 et Daniel Stuart en 2010[réf. souhaitée] étant les  « facteurs X » de l'équipe[Quoi ?]
Le club accède en Élite 1 à l'issue de la saison 2009-2010.
Après deux saisons difficiles en fin de classement, le « MARXIII  » dépose le bilan après 2 journées de la saison 2012-2013. Jean-Luc Simon fait porter la faute aux autres  « membres du comité directeur qui ont voulu aller trop vite. ». 
Le club renommé « Montpellier XIII »  repart au niveau de son équipe réserve en Nationale 1.

### Une équipe féminine: les Diablesses Rouges XIII à Montpellier
À partir de 2010, Montpellier XIII compte aussi parmi ses effectifs une équipe féminine : Les Diablesses Rouges. Cette équipe féminine a vu le jour par la volonté d'une poignée de joueuses qui avaient à cœur de fonder un groupe unis autour des valeurs du rugby. Notons deux fait marquant : En 2013 l'équipe échoue en demi-finale et en 2014 les Diablesses deviennent vice championnes de France de leur division. Grâce aux coachs Alexis Diaz et Jean-Christophe Hugon et aux dirigeants Laetitia Diaz et Eric Mouttet, cette équipe reste invaincue dans leur poule. Et en 2019,  les Diablesses remportent le Championnat « Division nationale » féminin,. 

### Années 2010: Une survie ponctuée de soubresauts
En 2013, le club présente une particularité unique dans le monde du sport collectif masculin en France; il est entraîné par une femme, Audrey Zitter. Un reportage lui est d'ailleurs consacré au journal de 13 heures de TF1, le 22 novembre 2013 à 13h45, ainsi que dans la presse nationale.
Au cours de la saison 2017/2018, le club joue en « DN2 », et obtient un beau match nul 20-20 face à l'US RAMONVILLE RUGBY XIII. Il entame également bien la Coupe Lord Derby en battant 48-18 l'équipe d'Arles Moules XIII à l'extérieur mais échoue de peu à passer le  tour suivant face au RC Caumont (30-24). 
Le club a également développé une section « loisirs », où l'on pratique le rugby à toucher (touch rugby).  

### Fin des années 2010: L'émergence et la disparition d'un club concurrent

Logo du projet sportif

Fin octobre 2018, le club lance un message officiel d'alerte, notamment sur les réseaux sociaux, afin de signaler qu'une personne  n'ayant pas de lien avec le club démarche, alors qu'elle n'en a pas le pouvoir, les partenaires économiques du club. À ce sujet, le quotidien Midi Libre indique, dans un article du 11 novembre 2018, « qu'une rumeur est sortie sur la mise en route d'un autre club élite à Montpellier de rugby à XIII avec un ancien entraineur des Diables rouges, Julien Lassere, parti en cours de saison 2016-2017 ». La présidente du club écarte cette possibilité, indiquant qu'il n'était pas question pour le club de céder les droits dans la mesure où elle indique avoir évité le dépôt de bilan et « être optimiste pour la suite » .
Cependant, en 2019, l'idée de la création d'un nouveau club, les « Montpellier Sharks », est remise au gout du jour par Julien Lassere et un ancien joueur quinziste, Samuel Soulier. Projet dont le site internet Treize Mondial se fait l'écho et qui semble se concrétiser au mois d'avril 2019 : dans la presse locale, un budget de 400 000 € est annoncé, ainsi que le dépôt des statuts de la nouvelle association, ainsi qu'un accès direct à l’Élite 1.
Néanmoins, lors de la publication des calendriers de la saison 2019-2020 par la Fédération française de rugby à XIII, il apparait que les Sharks ne joueront qu'en division nationale (autrement dit en troisième division) pour  leur première saison d'existence. Ils joueront en effet dans la poule « Est ».  
Mais les Sharks sont forfait général au mois de novembre 2021, à la suite de trois forfaits en championant d'Elite 2. 

### Années 2020: retour à la situation des années 1990?
En 2020, une femme est nommée présidente du club et  succède à une autre :Cathy Hugon Canato remplace ainsi Audrey Woelfing.
Le club n'est pas épargné par la pandémie du Covid, qui empêchera les clubs amateurs de jouer.
La section masculine dispute la Division nationale en 2021, avec des effectifs réduits, jouant parfois à moins de treize joueurs. 
Il existe aussi un doute sur la reprise de la section féminine, dans le flou général de l’organisation des championnats au niveau national.
Au mois de février 2022, la Présidente du club annonce le forfait général de l'équipe senior masculine. 
Au moins de juin de la même année, le club annonce le recrutement de Stéphane Millet en tant que « chargé du développement du projet sportif ». 

## Montpellier XIII et les médias

### Dans la littérature treiziste
Dans l'époque que l'on pourrait qualifier d' « avant-internet » (avant qu’internet ne soit répandu en France auprès du grand public , fin des années 1990) il est intéressant de constater que le club de rugby à XIII de Montpellier n'est presque pas évoqué dans la littérature treiziste, elle-même peu fournie.
Ceci s'explique certainement par le fait que ce sont véritablement les clubs audois, catalans et Villeneuve-sur-Lot qui dominent alors le sport et que la prégnance de ces clubs ne peut que se traduire dans la littérature consacrée au rugby à XIII, dans des ouvrages souvent rédigés par des auteurs issus eux-mêmes de l'Aude, des Pyrénées Orientales et de Midi-Pyrénées. Ainsi, l'Encyclopédie de Treize Magazine d'André Passamar, publiée en 1983, ne consacre pas de paragraphe à la Ville ni même au club.
L'ouvrage de référence du rugby à XIII, qui bien que daté, demeure véritablement la bible du rugby à XIIII, « Le Rugby à XIII, le plus français du monde » de Louis Bonnery;  évoque à peine plus la ville de Montpellier et cela par intermittence à travers l'évocation de joueurs ou de l'histoire du développement du rugby à XIII en France. Notons tout de même que ce livre paru en 1996, indique que la ville de Montpellier est parfois choisie comme terrain neutre lors des différentes compétitions de la FFR XIII (Coupe Falcou, Championnat de France, etc.) et certains résultats du club sont bien repris dans les statistiques. Le lecteur trouvera d'ailleurs la plupart de ces références dans le paragraphe «  Contexte et bref historique du club » ci-dessus. 
En revanche l'absence totale de référence dans un ouvrage paru bien plus tard en 2011 , le Who's who du Rugby à XIII d'Aimé Mouret est assez surprenante. Cet ouvrage qui reprend des rubriques par ordre alphabétique ne consacre aucun paragraphe à Montpellier alors qu'il en consacre un à Nîmes XIII (club gardois proche, qui a complètement disparu au milieu des années 1960, en raison notamment de la disparition du stade  Rocher) et à la ville limitrophe de Palavas-les-Flots, club également disparu mais dont l'ancien maire, Michel Jeanjean était joueur. Un autre  club héraultais est également évoqué, Bedarieux XIII. Également disparu. Un André Sénégas, pilier, y est bien évoqué, mais sa description fait douter qu'il s'agisse du même André Sénégas que celui qui a eu un rôle majeur pour le club de Montpellier XIII (peut être un homonyme ?). L'oubli de l'auteur étant d'autant plus flagrant, qu'il évoque dans le même ouvrage un club qui se situait dans la banlieue de Montpellier, celui de Casltelnau-Le-Lez.  
Cette médiatisation relative du club au sein même de la communauté « treiziste », trouve une illustration la même année lors d'un match délocalisé des Dragons Catalans, le 4 juin 2011 à Montpellier, face à l'équipe de Wigan dans le cadre de la Superleague. Dans le magazine «  Dragon News no 30 » distribué aux spectateurs le jour du match, la publication présente Montpellier et les principaux clubs sportifs  de la ville (dont le rugby à XV)  en y consacrant un paragraphe et en détaillant le palmarès de chaque club.. Il ne consacre en revanche que quelques lignes au club de  Montpellier XIII, pour en signaler l'existence, sans donner de précisions.  
Il faudra attendre 2018, avec la sortie du livre de l'historien Mike Rylance « The Struggle and the Daring », pour que l'on replace Montpellier XIII dans l'histoire du rugby à XIII français. Ou en tout cas que le club soit cité plusieurs fois dans une publication.      
Le club a bien entendu toujours été couvert par la revue fédérale de la Fédération Française de Rugby à XIII , « Treize Magazine » que ce soit dans son édition « papier » (aujourd'hui disparue), que dans son édition numérique « Rugby à XIII news » (format actuel).

### Dans les médias généralistes
Le club souffre de la même situation que nombre de ses homologues jouant dans les divisions inférieures à l’Élite 1 ; n'étant pas dans un département réputé treiziste, il doit se contenter d'une couverture très locale, par exemple à travers les articles que lui consacre le quotidien Midi Libre à la page « Montpellier » (le quotidien ne lui accordant cependant  pas de place ni dans ses pages sportives ni  dans son édition « Sport » régionale, sauf quand de gros sponsors se manifestent) ou, paradoxalement, dans les pages d'autres quotidiens d'autres départements comme L'Indépendant, lorsque le club rencontre un club audois ou catalan, plus quelques reportages épisodiques dans les chaines télé-locales. 
Quant au club lui-même, il peine à communiquer de manière régulière auprès des médias et du grand public. Ainsi même si le club fut l'un des tout premiers clubs français de rugby à XIII à avoir un site internet à la fin des années 1990, son site internet officiel a souvent changé de forme, de prestataire, selon les époques. Parfois il n'est plus maintenu à jour.  La communication est tantôt assurée par des bénévoles , tantôt par des professionnels.  Tantôt en suivant une sorte de plan de communication, tantôt de façon sporadique.  
Le club possède une page Facebook qui, en 2018, comprend près de 2 000 abonnés.

## Personnalités et joueurs emblématiques
L’international Jean Dop a terminé sa carrière à Montpellier.  
John Chapman, ancien joueur des Kiwis, et du XIII Catalan, a également joué à Montpellier XIII et a enseigné à l'Université de Montpellier, comme professeur de géographie.  
Parmi les figures incontournables du XIII à Montpellier, il est difficile de ne pas mentionner André Sénégas (1933-2006) ; en effet, c'est en tant que joueur que le treiziste, ouvrier du livre de profession, arrive dans la capitale languedocienne en 1958. Originaire de Cazouls-lès-Béziers, il joue alors comme pilier pour les diables rouges de Montpellier qui évoluent en première division.Une fois sa carrière de joueur terminé, il crée l'école de rugby à XIII de l' AS Paillade XIII, lance l'équipe féminine du club, mais également le rugby à XIII féminin en France. Il fut également le président du club quand celui gagna le titre de DN3. Quelque temps avant son décès, il s'occupait de l'école de rugby à XIII de Lavérune, commune dont il était l'adjoint aux sports. 
Un autre ancien joueur, en la personne de Jean Cabrol,  revendique un rôle similaire dans le sauvetage du club à ses moments difficiles. 
En 2013, c'est une femme, Audrey Zitter, épouse du joueur Frédéric Zitter,  qui devient une personnalité emblématique du club, puisqu'elle devient la première femme à entrainer une équipe sportive masculine,, du moins sur le sol français. La jeune femme a entrainé le club pendant trois saisons. 
En 2018, le club est endeuillé par le décès accidentel de l'un de ces anciens présidents, Gérard Sastre. C'est sous sa présidence, que Montpellier avait accueilli un Magic Week end  pour les clubs de l’Élite 2 en 2013. Il a été vice-président du club au cours de la saison 2013-2014 et coprésident, la saison suivante, en Élite 2. Conscient du potentiel et à la fois et des faiblesses récurrentes  de Montpellier XIII il avait déclaré en 2013 :  « Nous souhaitons nous restructurer, retrouver des sponsors et des bénévoles qui viendront épauler ceux qui nous apportent un soutien extraordinaire. Nous essayons de ne pas refaire les erreurs du passé en nous appuyant sur les hommes pour reconstruire ce club ».
En 2019, on note le décès de Serge Hickenbick, enseignant de profession. Il a, notamment, joué pour Montpellier XIII, fait partie des cadres dirigeants du club dans les années 2000 et a exercé des responsabilités importantes en matière d'arbitrage au sein de la FFR XIII. Concernant le club, il avait déclaré en 2000  que « l'accession est arrivée plus tôt que prévue » et un journaliste estimant qu' « une grande équipe dans une grande ville, ce sera dans doute pour plus tard ».

## Effectif

### Saison 2011/2012
Piliers :  
- Guilhem Chouvelon
- Patrice Grégoire
- Aaron McCloskey
- Gregori Villaret

Talonneurs : 
- Gaëtan Tomaso

2e ligne : 
- Noël Andreucetti
- Brad Barrett
- Brock Davies
- Hicham Mouzoun

3e ligne : 
- Michael Hay
- Guillaume Lœuillet

Demis de mêlée :
- Thierry Arcas
- Jo Delana
- Anthony Paoli
- Wilfried Veyrac

Demis d'ouverture : 
- Ian Cross
- Kevin Henderson

Centres : 
- Julien Dupuis
- Timothée Saintignan

Ailiers : 
- Clément Dallara
- Hugo Langlois
- Frédéric Marcerou
- Irakli Modebadze
- Romain Rochas
- Florent Tost
- Feyyaz Yildirim

Arrières : 
- Michael McKinder
- Étienne Niel
- Daniel Stuart

Mascotte :
- - Thibault Niel